# Tutbury
Tutbury – wieś w Anglii, w hrabstwie Staffordshire, w dystrykcie East Staffordshire. Leży 30 km na wschód od miasta Stafford i 184 km na północny zachód od Londynu.